# Metropolitan Life Insurance Company Tower
El Metropolitan Life Insurance Company Tower es un rascacielos histórico de oficinas situado en el borough de Manhattan de la ciudad de Nueva York (Estados Unidos). Fue el edificio más alto del mundo de 1909 a 1912 (superado entonces por el Woolworth Building). También llamado Metropolitan Life Insurance Building, se encuentra ubicado en el número 1 de la Avenida Madison. Fue construido para la compañía de seguros Metropolitan Life Company. La sociedad quería que los arquitectos se inspirasen en el campanario de la Piazza San Marco en Venecia.
El edificio alberga el New York Edition Hotel, un hotel de lujo de 273 habitaciones que fue inaugurado en 2015.

## Historia
Construido en 1909, por los arquitectos americanos Napoleon Le Brun e hijo, tiene  213 metros de altura y cincuenta plantas. Esta torre fue añadida en 1909 a un inmueble de 1893 e hizo de este edificio el más alto de su época. A principios de la década de 1910, la galería de observación estaba abierta al público por un precio de 50 céntimos. Los relojes (que se encuentran sobre las cuatro fachadas) son más grandes que los del Big Ben. Cada esfera mide ocho metros de diámetro. El peso de las agujas nos da una idea del gigantismo de los relojes: 500 kg para la aguja de los minutos y 350 kg para la de las horas.
La torre fue renovada a lo largo de tres años terminando en 2002, con un coste de 30 millones de dólares. Se le añadió un nuevo sistema de alumbrado automatizado, manteniéndola iluminada todas las noches (apelando al eslogan de la Life Insurance Company: «La luz que no se debilita nunca»). Los colores del iluminado cambian según los acontecimientos.

## Arte
Se pueden ver en la entrada del edificio los cuadros del ilustrador N C. Wyeth.

## Galería

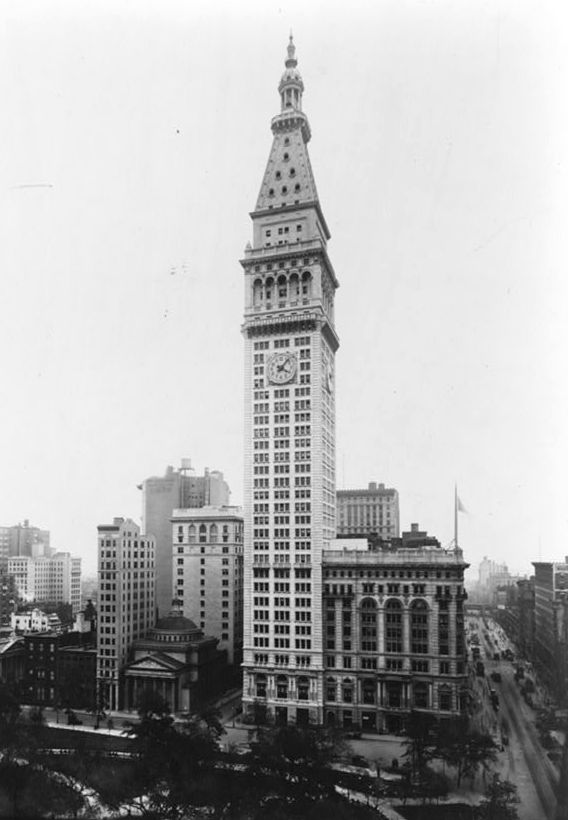
Vista desde la Avenida Madison, 1911
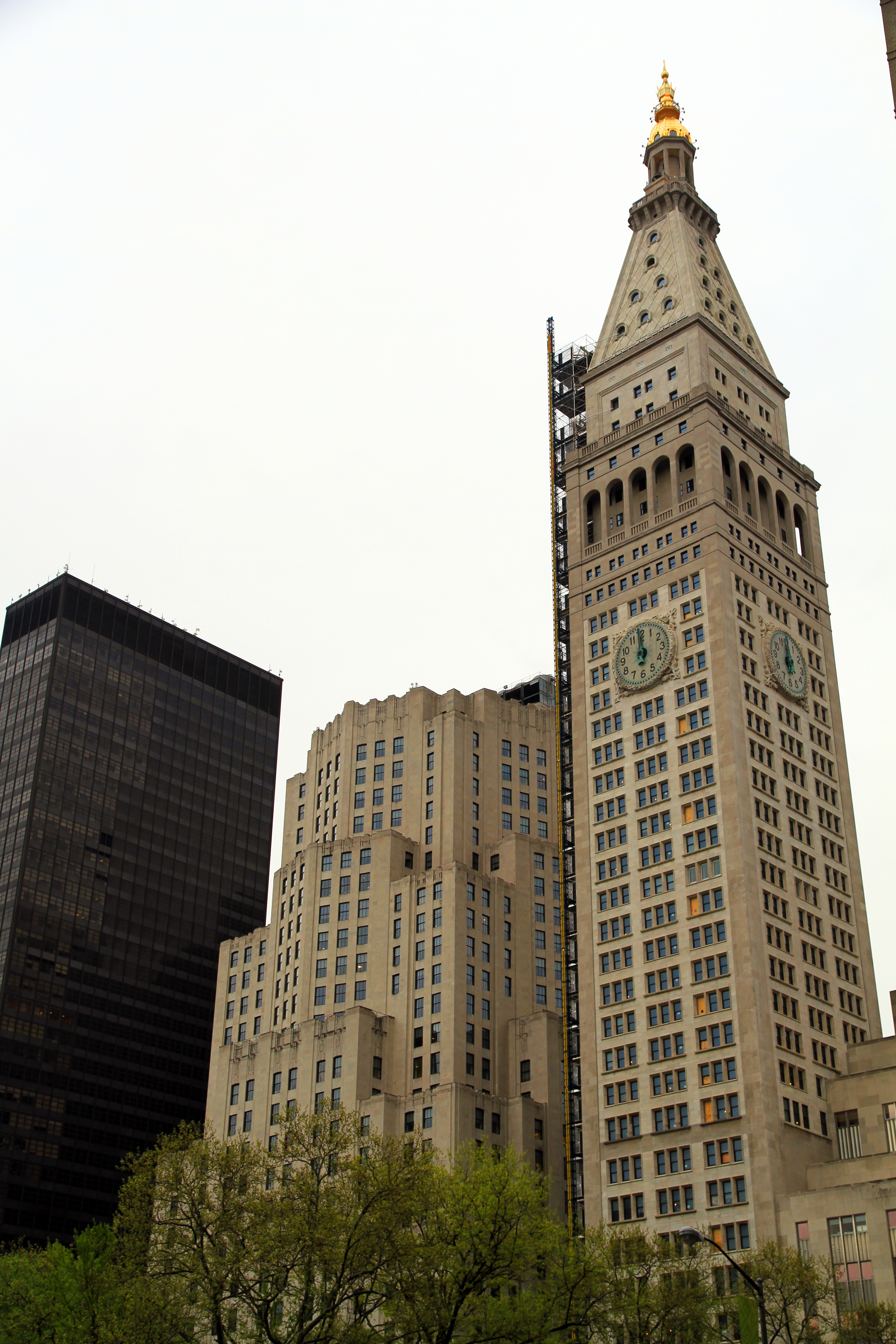
Vista desde Madison Square
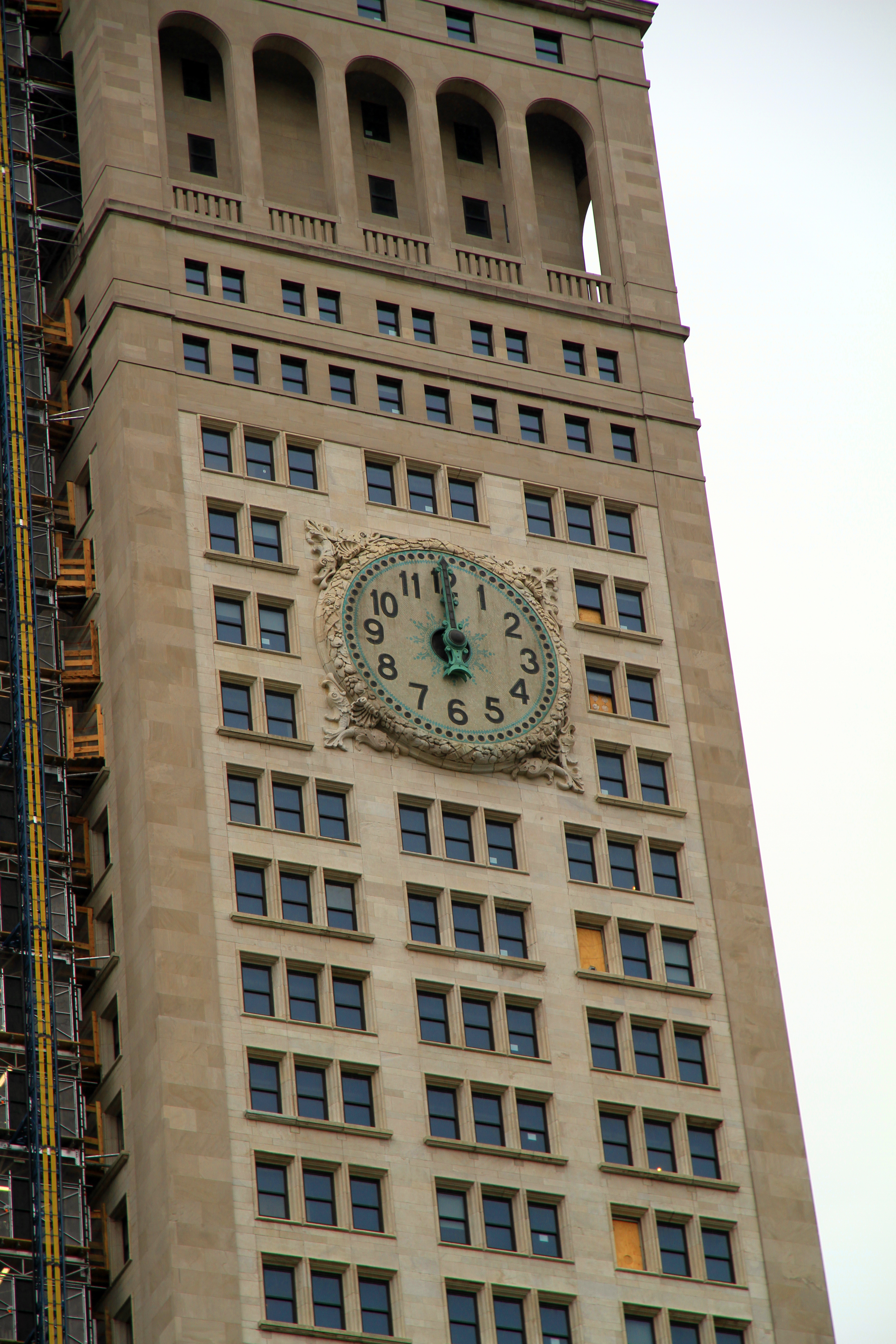
El reloj de la torre
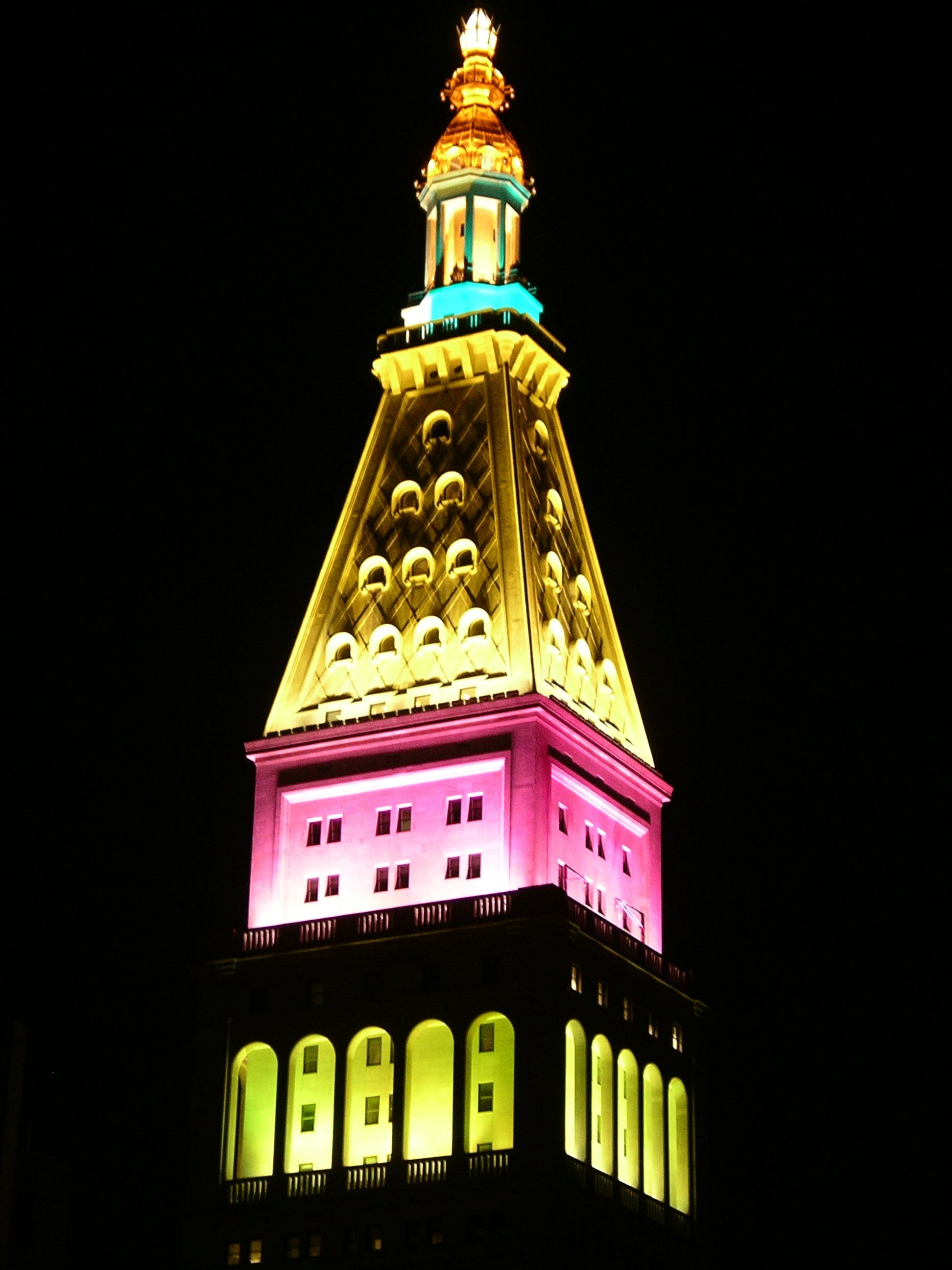
Vista nocturna iluminado
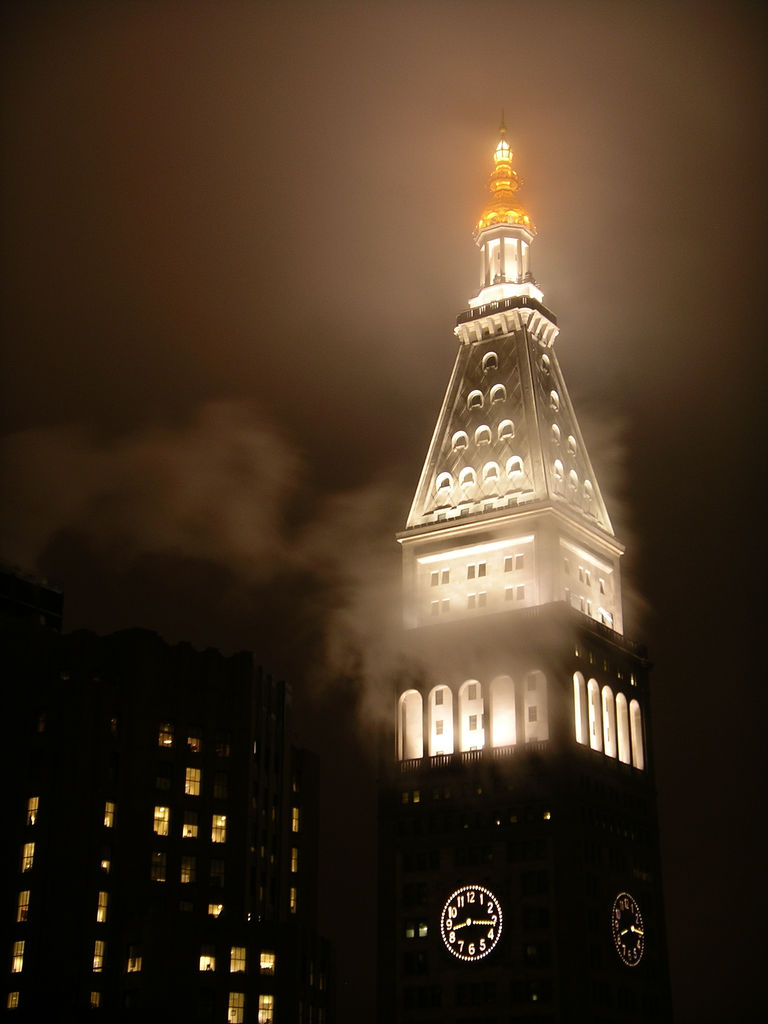
Vista nocturna con niebla